# Монте-Чева
Монте-Чева (італ. Monte Ceva) — пагорб у провінції Падуя, Венето, Італія. Висота — 225 метрів (738 футів) над рівнем моря.

## Опис
На вершині пагорба стоїть металевий хрест, з якого в особливо ясні дні відкривається вид на Венеційську лагуну. Біля підніжжя гори Чева є дуже популярна сільська стежка, яка називається Підкова за її особливу форму «U». Підкова розділена надвоє відрізком залізничної лінії Болонья — Падуя.
На південному схилі гори виходять на поверхню лавові породи, які створюють окремі пагорби на вершині гори. Результати досліджень за допомогою радіометричних методів дозволили встановити, що пагорби виникли між 30 і 35 мільйонами років тому назад. З гірських порід тут зустрічаються туфи та мергелі.
Біля підніжжя південного схилу знаходиться замок Катахо, важлива і велична історична резиденція 16 століття. Сьогодні він та гора є частиною величезного природного заповідника Monte Ceva.
Мережа охоронних ділянок Natura 2000 класифікує Монте-Чева як місце існування Кальцефілів. Представлені тут види рослин включають карликову опунцію (Opuntia humifusa) і цибулю-порей (Sempervivum arachnoideum) та агаву. Аспленій північний присутній у невеликих популяціях на вершині Монте-Чева.